# Біле озеро (Одеський район)
Біле — озеро в Одеському районі Одеської області, розташоване в дельті Дністра. Довжина — близько 1,7 км, ширина — близько 0,8 км. Загальна площа — 1,3 км2. Озеро з'єднується протокою з річкою Дністер і його рукавом Турунчук. Неподалік від озера розташовані місто Біляївка, а також село Маяки.

## Історія розвитку
На ранніх етапах свого розвитку озеро мало більшу площу і було найбільшим озером Дністровської дельти. Його площа сягала 2 000 га при глибині більш за 5 м.
Далі розпочалися процеси замулення озера водами Турунчука, після чого озеро дістало дещо видовжену форму і почало заростати. На узбережжі озера утворилися зарості чагарників, а з початку 20-го століття тут у великій кількості з'явився водяний горіх (Trapa natans). В результаті замулення збільшилася мінералізація вод озера. Наразі це озеро є третім за величиною серед озер Дністровської дельти; його глибина складає в середньому 1,5 м.

## Біота

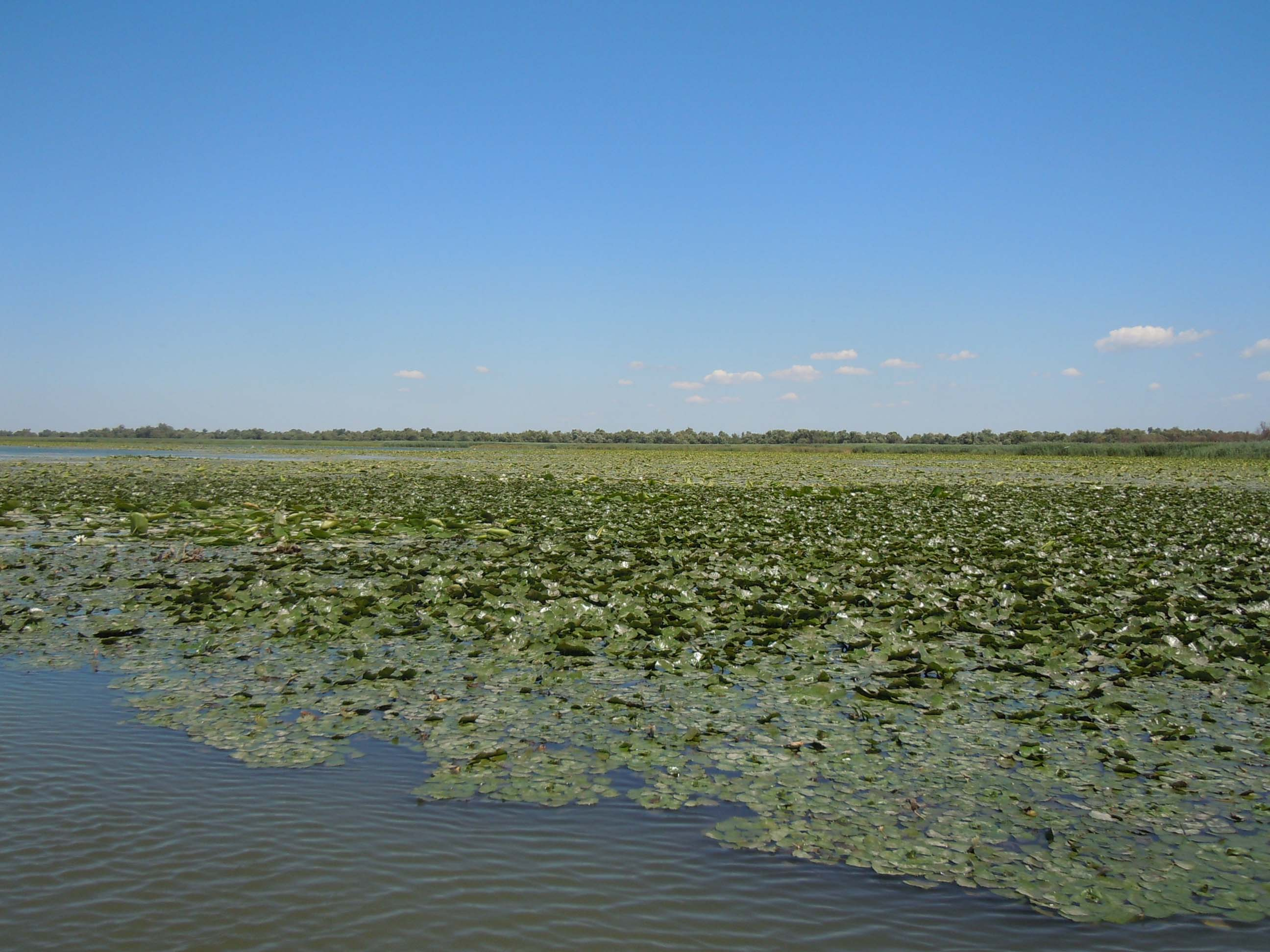
Озеро Біле, заросле водними рослинами

Озеро Біле, як і інші озера плавнів Дністра є унікальним біотопом, на території якого ростуть рідкісні види рослин і гніздиться безліч птахів.
Флора озера складається із 65 видів водних та прибережних рослин. Тут ростуть: латаття біле (Nymphaea alba), водяний горіх, глечики жовті (Nuphar lutea), м'ята (Mentha sp.). Незважаючи на те, що свою назву озеро дістало від великої кількості білого латаття, на сьогодні фоновою рослинністю тут виступають глечики жовті, які займають близько 60% площі озера.

## Цікавий факт

Прапор міста Біляївки

Від назви озера Білого походить назва міста Біляївки, що знаходиться неподалік. Латаття біле, від якого свою назву дістало озеро, зображено на гербі та прапорі міста Біляївки.